# Nessuna festa per la morte del cane di Satana
Nessuna festa per la morte del cane di Satana (Satansbraten) è un film del 1976 diretto da Rainer Werner Fassbinder.
È una satira a tratti "grandguignolesca" e "volutamente volgare" del parassitismo della intellighenzia intellettuale decadente dell'epoca. Il film è caratterizzato da ritmi molto serrati, caso insolito nella filmografia fassbinderiana il cui tratto distintivo sono invece spesso ritmi lenti e lunghi primi piani, ed è impostato su un registro volutamente farsesco ed eccessivo.
Il titolo originale, Satansbraten, letteralmente "arrosto di Satana", ha in tedesco il significato di "persona maligna, figlio del demonio, satanasso", e rimanda al rapporto sadomasochistico presente nelle relazioni tra tutti i personaggi. L'opera si apre con una citazione in sovraimpressione di un pensiero di Antonin Artaud: "Ciò che differenzia i pagani da noi è che, all'origine di tutte le loro credenze, vi è un terribile sforzo per non pensare da uomini, per conservare il contatto con l'intera creazione, ovverosia con la divinità".

## Trama
Il poeta Walter Kranz, un tempo maitre-à-penser della "rivoluzione", ha perso la sua vena creativa, da anni non scrive più una riga, e vive di espedienti con la moglie Luise, cinica e grassa, e il fratello ritardato Ernst, che colleziona mosche morte. In ristrettezze economiche, e vistosi negare l'ennesimo anticipo dalla sua casa editrice, prova a chiedere denaro ai suoi amici Rolf e Lisa, che glielo negano. Si presenta allora in casa di Irmgart, una sua ricca amante, e dopo essersi fatto firmare un cospicuo assegno, la uccide con un colpo di pistola, che poi affiderà a Ernest.

Un ispettore di polizia comincia a indagare, mentre Walter, preso da un momento di ispirazione, scrive finalmente un poema per poi scoprire che si tratta di un'opera di Stefan George, del quale si convince di essere la reincarnazione. La narrazione lascia il dubbio sulla volontarietà del plagio di Walter (suggerendo l'inutilità di quegli intellettuali che non si rendono nemmeno conto di ripetere cose già dette e ridette), che però, deciso ad esplorare fino in fondo la sua nuova ossessione, si dà così alle esperienze più varie: tenta, senza successo, di avere un'esperienza omosessuale; ospita in casa sua Andrée, una signorina di provincia sua devota ammiratrice, per schiavizzarla e sfruttarla economicamente; si circonda di giovani gigolò che assistono a pagamento alle sue esibizioni di involontaria comicità; ignora con disprezzo le sofferenze della moglie che silenziosamente muore, gettandolo improvvisamente nella disperazione. Poco male, perché il dolore è di breve durata: Rolf scappa con André e Lisa si stabilisce a casa sua, chiedendogli immediatamente soldi per il ménage familiare, proprio come faceva la moglie appena defunta. La pistola con cui ha sparato a Irmgart (e con la quale Ernest ha sparato a lui) era in realtà caricata a salve sin dall'inizio, e l'ispettore era un finto ispettore. Nel frattempo ha completato il suo romanzo, intitolato Nessuna festa per la morte del cane di satana e cede volentieri a tutti i compromessi commerciali e borghesi dell'editore, che se ne dichiara entusiasta.

Walter ha così fatto con successo il suo ingresso nel redditizio mondo del conformismo: il film si chiude sul macabro balletto di Walter, Irmgart e il finto ispettore che infieriscono sadicamente su Ernest a ritmo di musica con il sottofondo del brontolio di Lisa.

## Accoglienza critica
Il film fu proiettato in Germania Ovest per la prima volta il 7 ottobre 1976, ma venne distribuito in Italia solo nel 1980 dopo il successo di Il matrimonio di Maria Braun e venne premiato con la Targa d'oro al Taormina Film Fest, all'epoca chiamato Festival delle Nazioni di Taormina.
 Il dizionario Morandini gli assegna 2 stellette su 4 definendolo una "irridente commedia nera sgangherata" ma "indifendibile" nella seconda parte; il Mereghetti, assegnandogli lo stesso punteggio, lo definisce "buffonesco, urlato e volutamente sgradevole", ma datato nel suo avanguardismo.